# Ötegen Batyr (Almaty)
Ötegen Batyr (kasachisch Өтеген батыр, russisch Отеген батыр Otegen batyr) ist ein Ort im Gebiet Almaty in Kasachstan.

## Geografie
Ötegen batyr liegt im Süden Kasachstans im Gebiet Almaty und ist das Verwaltungszentrum des Audan Ile. Der Ort liegt gut drei Kilometer nördlich von Almaty.

## Geschichte
Der Ort wurde 1962 mit der Eröffnung eines Bahnhofs an der Turkestan-Sibirischen Eisenbahn gegründet. Er hieß zuerst Energetitscheski (Энергетический). Am 24. Dezember 1999 wurde der Ort nach Ötegen Batyr, einem kasachischen Krieger im 18. Jahrhundert, benannt.

## Bevölkerung
Bei der Volkszählung 1999 hatte Ötegen Batyr 17.301 Einwohner. Die Volkszählung 2009 ergab für den Ort eine Einwohnerzahl von 20.362. Bei der letzten Volkszählung 2021 lebten 31.675 Menschen in Ötegen Batyr. Die Fortschreibung der Bevölkerungszahl ergab zum 1. Januar 2025 eine Einwohnerzahl von 32.751.
| Einwohnerentwicklung               | Einwohnerentwicklung | Einwohnerentwicklung | Einwohnerentwicklung | Einwohnerentwicklung | Einwohnerentwicklung |
| 1970                               | 1979                 | 1989                 | 1999                 | 2009                 | 2021                 |
| ---------------------------------- | -------------------- | -------------------- | -------------------- | -------------------- | -------------------- |
| 6.589                              | 11.773               | 16.663               | 17.301               | 20.362               | 31.675               |
| Anmerkung: Volkszählungsergebnisse |                      |                      |                      |                      |                      |

## Wirtschaft und Infrastruktur
In Ötegen batyr befindet sich der Bahnhof Schety-Su an der Turkestan-Sibirischen Eisenbahn, die vor allem für den Güterverkehr genutzt wird. In Ötegen batyr befindet sich das Kraftwerk Almaty TEZ-3. Das Blockheizkraftwerk wird von Almaty elektr stanzijassy betrieben und besitzt eine Leistung von 173 MW. Der Bau des Kraftwerks wurde 1959 begonnen, in Betrieb ging es 1962 und die volle Leistung wurde drei Jahre später erreicht. Der Tabakkonzern Philip Morris International unterhält eine Produktionslinie im Ort.